# Carneoryctes trifidus
Carneoryctes trifidus är en skalbaggsart som beskrevs av Blackburn 1895. Carneoryctes trifidus ingår i släktet Carneoryctes och familjen Dynastidae. Inga underarter finns listade.